# Vụ tấn công cầu Luân Đôn 2019
Vào chiều ngày 29 tháng 11 năm 2019, cảnh sát đã được gọi đến một vụ đâm hàng loạt trên cầu London, ở Trung tâm Luân Đôn, Anh. Năm người bị đâm, và hai người chết vì bị thương. Nghi phạm đã bị cảnh sát thành phố London bắn chết và chết tại hiện trường.

## Vụ tấn công
Vào lúc 13:58 GMT ngày thứ Sáu 29 tháng 11 năm 2019, Cảnh sát thành phố Luân Đôn đã được gọi đến một vụ việc tại Hội trường của Fishmongers, ở cuối phía bắc của cầu London ở Trung tâm Luân Đôn, nơi diễn ra một hội nghị tư pháp hình sự. Một người đàn ông tham dự sự kiện, và mặc vest tự sát giả, đe dọa sẽ làm nổ tung hội trường. Anh ta bắt đầu đâm người bên trong tòa nhà. Sau đó anh ta bắt đầu đâm người đi bộ ở phía bắc của cây cầu. Một số người bị thương trước khi các thành viên của công chúng kiềm chế và giải giáp kẻ tấn công trên cây cầu. Cảnh sát đến ngay sau đó và bao vây kẻ tấn công, bắn nhiều phát đạn. Kẻ tấn công đã chết tại hiện trường. Một số người đã chiến đấu trở lại, trong đó có một người lấy một chiếc vòi kỳ lân từ bức tường bên trong Hội trường của Người bắt cá để sử dụng làm vũ khí. 